# Röblingen am See
Röblingen am See là một đô thị ở huyện Mansfeld-Südharz, Saxony-Anhalt, nước Đức. Đô thị Röblingen am See có diện tích 13,55 km². Đây là trung tâm hành chính của Seegebiet Mansfelder Land, gồm các đô thị Amsdorf, Aseleben, Dederstedt, Erdeborn, Hornburg, Lüttchendorf, Neehausen, Röblingen am See, Seeburg, Stedten và Wansleben am See.
Röblingen am See có cự ly 12 km về phía đông nam của Eisleben. Đô thị này có các khu vực dân cư:
- Neue Siedlung
- Oberröblingen
- Unterröblingen